# Gran Premi d'Espanya de Motocròs 250cc 1983
L'edició de 1983 del Gran Premi d'Espanya de Motocròs 250cc fou la 22a d'aquesta prova. Organitzat per la Penya Motorista 10 x Hora, el Gran Premi era la primera prova del Campionat del Món d'aquell any i tingué lloc el cap de setmana del 16 i 17 d'abril al Circuit del Vallès, en terrenys de l'antiga Mancomunitat Sabadell-Terrassa (actualment dins el terme municipal de Terrassa). Hi assistiren nombrosos espectadors.
Fou la darrera edició del Gran Premi al Circuit del Vallès. L'any següent, la prova no es convocà i el circuit fou seu d'un Gran Premi de sidecarcross, la darrera prova internacional que acollí abans no fos definitivament abandonat a causa del creixement urbanístic de la zona.

## Curses

### Primera mànega
| Posició | Pilot               | Motocicleta |
| ------- | ------------------- | ----------- |
| 1       | Georges Jobé        | Suzuki      |
| 2       | Danny LaPorte       | Yamaha      |
| 3       | Kees van der Ven    | KTM         |
| 4       | Jeremy Whatley      | Suzuki      |
| 5       | Jean-Claude Laquaye | Honda       |
| 6       | Arno Drechsel       | Honda       |
| 7       | Jacky Martens       | Yamaha      |
| 8       | Roland Diepold      | Suzuki      |
| 9       | Heinz Kinigadner    | KTM         |
| 10      | David Watson        | Yamaha      |

### Segona mànega
| Posició | Pilot               | Motocicleta |
| ------- | ------------------- | ----------- |
| 1       | Jean-Claude Laquaye | Honda       |
| 2       | Georges Jobé        | Suzuki      |
| 3       | Jacky Martens       | Yamaha      |
| 4       | Danny LaPorte       | Yamaha      |
| 5       | Jeremy Whatley      | Suzuki      |
| 6       | Hans Maisch         | Maico       |
| 7       | Rolf Dieffenbach    | Honda       |
| 8       | Matti Tarkkonen     | Yamaha      |
| 9       | Heinz Kinigadner    | KTM         |
| 10      | Bennie Wilken       | Honda       |

## Classificació final
| Posició | Pilot               | Motocicleta | Punts (GP) | Punts (Mundial) |
| ------- | ------------------- | ----------- | ---------- | --------------- |
| 1       | Georges Jobé        | Suzuki      | 3          | 27              |
| 2       | Jean-Claude Laquaye | Honda       | 6          | 21              |
| 3       | Danny LaPorte       | Yamaha      | 6          | 20              |
| 4       | Jeremy Whatley      | Suzuki      | 9          | 14              |
| 5       | Jacky Martens       | Yamaha      | 10         | 14              |